# 张少华 (少将)
张少华（1954年12月—），山西河曲人，中国人民解放军少将。
早年加入第38军113师步兵第338团一营三连，后升任113师政治部组织科科长。1999年，担任总政干部部第二任免局副局长；2004年，升任局长。2005年8月，任北京卫戌区政治部主任。2008年8月，任山西省军区政委。2010年10月，任中共山西省委常委、省军区政委。2015年3月，退役。